# Bernoin de Vienne
Bernoin, parfois Barnoin, mort probablement le 16 janvier 899, est un archevêque de Vienne, de la fin du IXe siècle.

## Biographie
Aucune source ne permet actuellement de connaître la vie, l'ordination ou encore l'élection de Bernoin,, (en latin Bernoinus,, Bernuinus). Claude Charvet (1761) a relevé qu'il était mentionné, dans les différents documents, sous les formes suivantes : Barnuinus, Barnoinus, Barnoin.
L'historien bénédictin Hugues de Flavigny (XIe au XIIe siècle) l'avait donné Chronicon Virdunense, par erreur, frère du roi Boson. Poupardin constate que « Ce chroniqueur est évidemment très postérieur, mais néanmoins il a connu, en ce qui concerne Boson, une source dont nous ne pouvons déterminer la nature, et qu'il est seul, parmi les auteurs d'histoires universelles du Moyen Âge, à avoir employée »

### Carrière épiscopale
Bernoin succède à Ottramne (Otran) sur le siège archiépiscopal de Vienne, après l'année 885. Poupardin (1901) souligne « Il faut admettre dans le catalogue soit une erreur sur le compte des années d'épiscopat d'Otran et de Bernoin, soit une vacance d'assez longue durée entre la mort du premier et l'élection de son successeur. » Claude Charvet (1761) concluait « Ainsi l'on ne peut gueres douter que ce ne soit en 885 que le siège de Vienne ait vacqué ». Bernoin est mentionné pour la première fois le 18 mai 886,. Cette année là, l'année 887 est également avancée, il participe à un synode se déroulant à Chalon,. Dans son Regeste dauphinois (1912), Ulysse Chevalier donne comme premier document une donation vers 887.
La reine Ermengarde, épouse de Boson, l'envoie à Rome vers 890, « pour faire connaître au pape Étienne V, la triste situation où se trouvait le royaume depuis la mort de l'empereur Charles-le-Gros », selon l'historien Frédéric de Gingins-La Sarraz. À l'issue de cette rencontre avec le pape, Bernoin, « en qualité de primat de la Gaule Viennoise », nous dit Gingins-La Sarraz, convoque à Valence un synode réunissant les prélats et grands féodaux de la région. Cette assemblée permet à Louis, fils d'Ermengarde et de Boson, adopté par Charles le Gros, d'être couronné roi d'Arles, roi de Provence et roi de Bourgogne,,. En raison du jeune âge du nouveau roi, Bernoin exerce avec Ermengarde et Aurélien, archevêque de Lyon, « une sorte de régence ». Il devient en tout cas son archichancelier
À propos de la qualité « de primat de la Gaule Viennoise », Poupardin (1901) souligne que Gingins-La Sarraz (1851) « est seul aussi, à qualifier Bernoin de vicaire du pape dans les Gaules ». L'abbé et historien Ulysse Chevalier, dans sa Notice chronologico-historique sur les archevêques de Vienne (1879), prend également le parti de mentionner qu'il était  « vicaire du pape dans les Gaules », à sa mort.
Le dernier document dans lequel il souscrit date de l'année 897 ou 898,.

### Mort et succession
Bernoin serait mort le 16 janvier,,. Selon le livre épiscopal de Léger, son épiscopat aurait duré treize années,. D'après ces éléments, Charvet (1761) a placé sa mort au cours de l'année 897. Frédéric de Gingins-La Sarraz (1851) indiquait qu'une assemblée s'était tenue à Vienne, en 898, afin de désigner son successeur.
Poupardin (1901), ayant relevé les dernières souscriptions en 897/898 et partant de la date d'élection de son successeur le 28 janvier 899, avance la date du 16 janvier 899 pour sa mort, tout comme les historiens et abbés Chevalier (1879 et 1912) et Duchesne (1907).
Son successeur, Rainfroi, est consacré le 28 janvier 899 par l'archevêque d'Embrun.
Charvet (1761), citant Chorier, indique que le prélat est enterré dans l'église Saint-Georges (cf. Église Saint-Pierre de Vienne).

### Regeste dauphinois
1. 1 2  Regeste dauphinois, p. 158, Tome 1, Fascicules 1-3, Acte no 928, 16 janvier 899 (présentation en ligne).
2. ↑  Regeste dauphinois, p. 146, Tome 1, Fascicules 1-3, Acte no 859, (Vers 887)(présentation en ligne).

### Autres références
1. 1 2 3 4 5 6 7  Claude Charvet, Histoire de la sainte église de Vienne, 1761, Chez C. Cizeron, 798 p. (lire en ligne), p. 233-238.
2. 1 2 3 4 5 6 7 8 9 10 11  René Poupardin, Le Royaume de Provence sous les Carolingiens, 855-933, Paris, Librairie Émile Bouillon, 1901, 468 p. (lire en ligne), p. 251-254, Appendice n°8.
3. ↑  (la) Jean-Barthélemy Hauréau, Gallia christiana, vol. XVI, Paris, 1865, coll. 53-56 (présentation en ligne).
4. 1 2 3 4  Louis Duchesne, Fastes épiscopaux de l'ancienne Gaule. Provinces du Sud-Est (tome premier), Paris, Albert Fontemoing. Anc. Thorin et fils, 1907, 2e éd., 376 p. (lire en ligne), p. 210-211.
5. ↑  Louis Duchesne, Fastes épiscopaux de l'ancienne Gaule. Provinces du Sud-Est (tome premier), vol. 3, Paris, Thorin et fils, 1894, 356 p. (lire en ligne), p. 214.
6. 1 2 3  René Poupardin, Le Royaume de Provence sous les Carolingiens, 855-933, Paris, Librairie Émile Bouillon, 1901, 468 p. (lire en ligne), p. 55.
7. 1 2 3 4 5  Ulysse Chevalier, Notice chronologico-historique sur les archevêques de Vienne : d'après des documents paléographiques inédits, Vienne, 1879, 18 p. (lire en ligne), p. 10-11.
8. 1 2 3  Frédéric Charles Jean de Gingins de la Sarraz, Mémoires pour servir à l'histoire des royaumes de Provence et de Bourgogne jurane. Première partie : Les Bosonides, Lausanne, D. Martiguier, 1851 (lire en ligne), p. 127-130.
9. ↑  René Poupardin, Le Royaume de Provence sous les Carolingiens, 855-933, Paris, Librairie Émile Bouillon, 1901, 468 p. (lire en ligne), p. 45.
10. ↑  Frédéric Charles Jean de Gingins de la Sarraz, Mémoires pour servir à l'histoire des royaumes de Provence et de Bourgogne jurane. Première partie : Les Bosonides, Lausanne, D. Martiguier, 1851 (lire en ligne), p. 143.